# Gabriela Desangles
Gabriela Altagracia Pérez Desangles (Nueva York, Estados Unidos, 15 de abril de 1988), conocida profesionalmente como Gabriela Desangles o Gabi Desangles, es una presentadora, actriz, y modelo dominico-americana. Participó en Miss República Dominicana 2010. Fue actriz en las películas Pobres millonarios, dirigida por Roberto Ángel Salcedo, Ladrones, Vale por tres, Casi fiel y Lotoman 2.

## Carrera
En 2010, se posicionó en la lista top 10 del certamen de belleza Miss República Dominicana 2010.  En 2015, participó en la película  Ladrones, donde interpreta a Tina. En 2018, fue actriz en Pobres Millonarios, donde interpreta a Leticia. En 2019, fue actriz de la película Casi fiel, bajo la dirección de Roberto Ángel Salcedo. Desde 2021, forma parte del programa radial Esto No Es Radio, producido por el empresario y productor dominicano Santiago Matías. Desde junio de 2023, forma parte del programa televisivo de entretenimiento De Extremo a Extremo, Telemicro.
En 2023, fue galardonada en los Premios Soberano en la categoría Programa Radial de Variedades con Esto no es Radio.

## Vida personal
Nació en la ciudad de Nueva York el 15 de abril de 1988, hija única de Carlos Alberto Pérez y Danilda Guarina Desangles, ambos dominicanos. En 2021 se divorció del productor José Chabebe, a menos de un año de haberse casado, el prematuro divorcio surgió a raíz de múltiples escándalos de infidelidades por parte de Desangles, un tema muy íntimo que terminó siendo de dominio público. Sumado a esto, la comunicadora admitió las conductas inmorales por alegada inmadurez.
Es descendiente por parte de su madre del prócer dominicano Manuel Rodríguez Objío y del general Ramón Santana. Es prima tercera de la cantante Rita Indiana. Su abuelo materno (Guarucoya Desangles) era primo hermano de la soprano Ivonne Haza, la madre del político Ito Bisonó.
En el 2025 sostuvo una corta relación sentimental con el director y actor dominicano Frank Perozo.